# كاوتش سيرفينج
كاوتش سيرفينج هي شركة، مقرها سان فرانسيسكو. توفر الشركة خدمة الضيافة وخدمة الشبكة الإجتماعية ويصنف موقع الكاوتش سيرفينج في المرتبة 1800 حسب أليكسا إنترنت لتصنيف المواقع.

## التأثيل
الكاوتش سيرفينج هي عبارة مستحدثة تعني التنقل لبضعة أيام من منزل إلى أخر، والنوم في أي مكان متوفر سواء كان على الأرض أو على الأريكة ومن ثم الانتقال إلى منزل آخر.

## المبدأ
مبدأ الكاوتش سيرفينج هو:
في كاوتش سيرفينج، نتصور العالم حيث يمكن لكل شخص اكتشاف وإنشاء علاقات مفيدة ورائعة مع أشخاص جدد وأماكن مميزة. بناء علاقات تواصل بين الثقافات تمكننا من النظر إلى الاختلافات من جانب حب الإطلاع، الإعجاب والاحترام. حب التنوع لا يمكنه إلا نشر التسامح وخلق مجتمع عالمي.

## المشاركة
التسجيل مجاني، الأعضاء لديهم الاختيار في وضع معلومات
شخصية عنهم ورفع صور لهم ولمنازلهم. كلما كانت المعلومات أكثر عن العضو وعن ظروف الإقامة كلما زادت الثقة وبالتالي إمكانية أن تحل ضيفا أو تستضيف أحدهم. الأعضاء الذين يبحثون عن إقامة عند سفرهم يمكنهم الاستعانة بخيارات البحث، حيث يمكن البحث حسب عمر المستضيف، مكان إقامته، نوع الجنس، نشاطه، إلخ. مدة الإقامة وتوقيتها وترتيباتها يتم الإتفاق عليها مسبقا بين الضيف والمضيف. لا وجود لمقابل مالي عن الاستضافة ولكن عادة ما يعمل بمبدأ المشاركة حيال مصاريف الطعام والتجوال.
تسمح الشبكة الاجتماعية لموقع كاوتش سيرفينج بإنشاء أحداث ومناسبات كالتخييم والتجوال والتقاء المسافرين في المقاهي والأماكن المشهورة والمتاعرف عليها لدى المحليين.

## وصلات خارجية
- الموقع الرسمي(بالإنجليزية)
- الويكي الرسمي نسخة محفوظة 6 فبراير 2012 على موقع واي باك مشين.(بالإنجليزية)
- شركة نافعة(بالإنجليزية)